# Santuario della Madonna della Fiducia
Il santuario della Madonna della Fiducia è un luogo di culto mariano situato a Isola Pescaroli, in provincia e diocesi di Cremona.

## Collocazione
Il santuario è collocato ai margini settentrionali dell'abitato di Isola Pescaroli, non lontano dal canale di bonifica.

## Origini
Il santuario ha origini recenti e fu voluto su iniziativa del parroco don Martino Aletti che iniziò a promuoverne l'idea nel 1940, anche in sostituzione di una precedente chiesa ormai ritenuta insufficiente. Due anni dopo, il 14 maggio 1942, nella chiesa di San Daniele Po il vescovo di Cremona monsignor Giovanni Cazzani mostrava ai fedeli un'immagine raffigurante la Vergine col Divin Figlio, detta Madonna della Fiducia, che il precedente 28 aprile era stata benedetta da Papa Pio XII.
Il 30 maggio 1946 fu posta la prima pietra, ma fu un gesto puramente simbolico poiché i lavori non partirono per mancanza di fondi. Il denaro necessario per la costruzione della chiesa furono raccolti sfruttando la Legge 2552 del 18 dicembre 1952 che finanziava la realizzazione di nuovi edifici parrocchiali.
Furono chiamati a redigere il progetto l'architetto Vito Rastelli e l'ingegnere Giovanni Filippini. Il 30 agosto 1954 il Provveditorato Regionale delle Opere Pubbliche manifestò il proprio parere favorevole e il 26 settembre successivo il Ministero dei lavori pubblici stanziava un contributo di L. 20.000.000.
I lavori iniziarono nel 1955 e terminarono nel 1957: la chiesa fu consacrata da monsignor Danio Bolognini durante una cerimonia solenne avvenuta il 12 maggio, alla presenza di autorità civili quali il questore e i deputati Ennio Zelioli-Lanzini e Amos Zanibelli. Nel pomeriggio dello stesso giorno la Madonna fu portata in processione sulle sponde del Po e issata su un'imbarcazione, quindi in mezzo al fiume fu impartita una solenne benedizione.

## Caratteristiche
La chiesa ha una direzione nord-sud con una pianta perfettamente rettangolare con nicchie laterali.
L'esterno è totalmente in mattoni a vista. Il vasto spazio frontale è caratterizzato da colonne tuscaniche emergenti dal terreno. Una breve scalinata raccorda il sagrato alla facciata: è preceduta da una avancorpo con tre finestre con arco tutto sesto per lato. Il semplice portale è sopravanzato dalla scritta: MATER MEA FIDUCIA MEA, sulla quale si appoggia la grande finestra frontale.
All'interno, sopra l'altare maggiore e racchiusa in un'ancona lignea opera di Pietro Ferraroni, è collocata la venerata immagine della Madonna della Fiducia, realizzata dal pittore Tito Ridolfi. In una cappella laterale si può anche ammirare un quadro raffigurante Don Bosco opera del pittore cremonese Sergio Tarquinio.
Alle pareti laterali sono altresì appesi quadri del XVIII e XIX secolo,  provenienti dalla vecchia chiesa.

## Galleria d'immagini

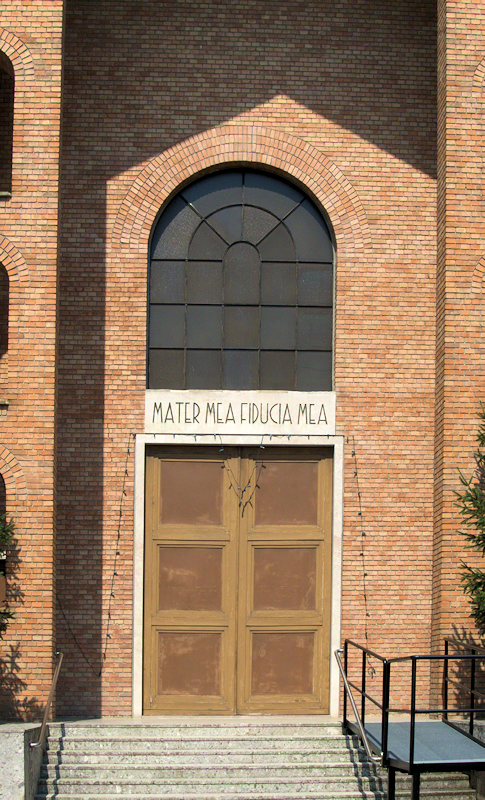
Il portale d'ingresso
Papa Pio XII con l'immagine della Madonna della Fiducia sorretta da don Martino Aletti